# Jimmy Wilkins (Basketballspieler)
Jimmy Wilkins (* 27. August 1947 in San José, Kalifornien; † 6. Januar 2012 ebenda) war ein US-amerikanischer Basketballspieler. Wilkins konnte sich nach Studienende nicht in der am höchsten dotierten US-Profiliga NBA durchsetzen und spielte anschließend in der deutschen Basketball-Bundesliga, wo er auf Anhieb mit dem SSV Hagen 1974 Deutscher Meister wurde. Nach dem Pokalsieg 1975 war er noch drei Jahre Spielertrainer beim USC Münster, bevor er in seine Heimat zurückkehrte und dort später als Einkaufsleiter eines Informationstechnologie-Unternehmens arbeitete. Wilkins, der mit einer Deutschen verheiratet war und sich auch als Trainer einer lokalen Schulmannschaft engagierte, starb an den Folgen eines Herzinfarkts im Alter von 64 Jahren.

## Karriere
Wilkins studierte unter anderem an der San Diego State University, für dessen Hochschulteam Aztecs er in der damaligen Pacific Coast Athletic Association (PCAA) in der NCAA spielte. Die PCAA und ihre Mitglieder gehörte ab 1970 offiziell der Division I und der damit wettbewerbsstärksten Klasse der NCAA an. Bis Wilkins’ Studienende 1972 erreichte man jedoch keine Meisterschaften in dieser Conference. Im NBA Draft von 1972 wurde Wilkins in der elften Runde als insgesamt 157. Spieler von den Portland Trail Blazers ausgewählt. Ihm gelang es in der Folge nicht, sich einen Platz im Kader des NBA-Teams zu erspielen.
1973 ging Wilkins daraufhin nach Deutschland und schloss sich der Erstligamannschaft des Spiel- und Sportvereins (SSV) in Hagen in Westfalen an. Der Verein war zuvor in der Basketball-Bundesliga 1972/73 Meister der Gruppe Nord in der höchsten Spielklasse gewesen, aber in der Zwischenrunde vor dem Erreichen des Halbfinales um die Deutsche Meisterschaft ausgeschieden. Mit Wilkins wurde der SSV Hagen in der Saison 1973/74 erneut Sieger der Gruppe Nord und konnte diesmal bis in die Finalspiele um die Meisterschaft gegen Titelverteidiger USC Heidelberg einziehen. Hier gewann man beide Spiele, wobei Wilkins in beiden Finalspielen Topscorer seiner Mannschaft war, und sicherte dem Verein seine erste und einzige Meisterschaft. In der folgenden Spielzeit 1974/75 schied man als Titelverteidiger erneut in der Zwischenrunde aus und musste dem USC Heidelberg und dem MTV Wolfenbüttel den Einzug ins Halbfinale überlassen. Wilkins war zum Saisonende verletzt und wurde durch seinen Landsmann „Pinky“ Smith vertreten, weshalb er beim Pokalsieg der Hagener Mannschaft wenige Wochen später nur peripher beteiligt war.
Nach seiner Verletzung kehrte Wilkins nicht mehr zurück zum SSV Hagen und wurde 1975 Spielertrainer des Regionalligisten USC in Münster, mit dem er 1976 in die ein Jahr zuvor geschaffene 2. Basketball-Bundesliga Gruppe Nord aufstieg. In Münster lernte der schon in Hagen sehr beliebte Wilkins auch seine deutsche Ehefrau Susanne kennen, mit der er 1978 nach dem Ende seiner aktiven Karriere als Basketballspieler in seine kalifornische Heimat zurückkehrte. Sein Sohn Dominik (* 1988) trat in die Fußstapfen seines Vaters und wechselte nach dem Studium ebenfalls als Basketballer nach Hagen und Dorsten am Rande des Münsterlandes.